# 불가사의 던전 떠돌이 시렌 6: 도구로섬 탐험록
《불가사의 던전 떠돌이 시렌 6: 도구로섬 탐험록》은 스파이크 춘소프트가 개발한 2024년 로그라이크 롤플레잉 비디오 게임이다. 《불가사의 던전》 하위 시리즈 《떠돌이 시렌》의 여섯 번째 본편 게임으로 닌텐도 스위치 플랫폼으로 개발됐다.

## 줄거리
시간대상 《불가사의 던전 떠돌이 시렌 GB: 달빛마을의 괴물》과 《불가사의 던전 떠돌이 시렌 4: 신의 눈과 악마의 배꼽》 사이에 위치하며 전자에서의 사건 종결 후 시렌과 곳파가 츠키카게 마을을 떠난 지 몇 달 후가 배경이다.

## 개발 및 출시

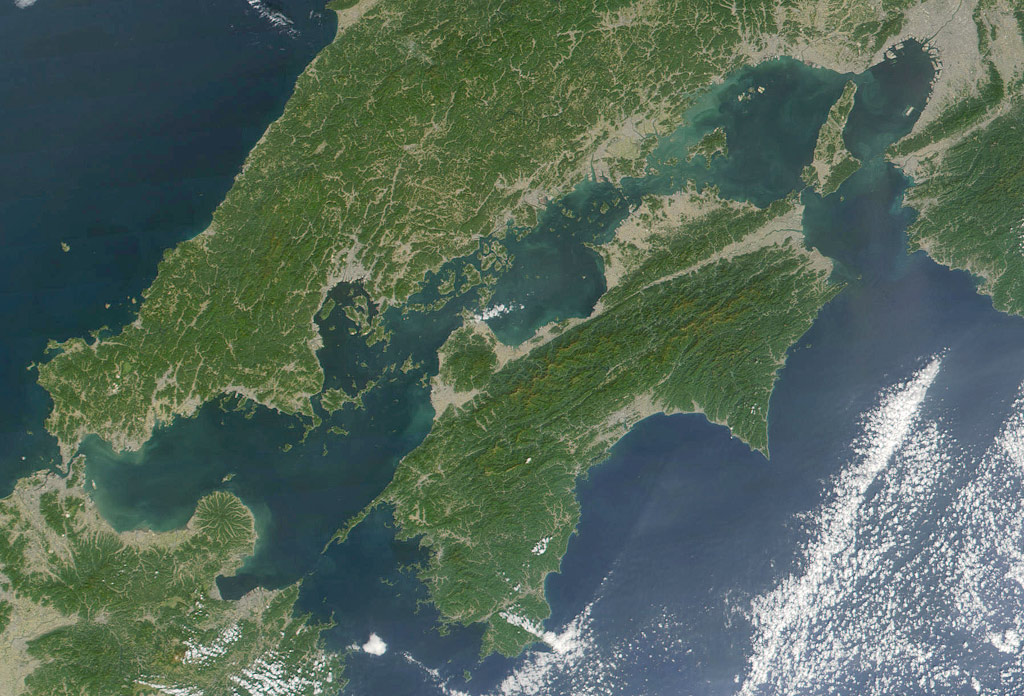
본작의 배경 도구로섬은 세토우치 지방을 본따 제작됐다

《도구로섬 탐험록》은 2023년 9월 14일자 일본판 닌텐도 다이렉트에서 처음 공개됐다. 스파이크 춘소프트가 개발해 일본서 2024년 1월 25일에 출시한다고 발표했다.

## 참조

### 주해
1. ↑  일본어: 不思議のダンジョン 風来のシレン6 とぐろ島探検録, 영어: Shiren the Wanderer: The Mystery Dungeon of Serpentcoil Island